# Sortino
Sortino là một đô thị (comune) ở tỉnh Siracusa, vùng Sicilia của Ý. Đô thị Sortino có diện tích km2, dân số thời điểm 31 tháng 5 năm 2005 là người.
Các đơn vị dân cư:
Sortino giáp với các đô thị: